# Francisco Javier Cruz
Francisco Javier Cruz (24 de maig de 1966) és un exfutbolista mexicà.

## Selecció de Mèxic
Va formar part de l'equip mexicà a la Copa del Món de 1986.